# Maggid
Un Maggid,, (ou Magid) (hébreu: מַגִּיד) est un prédicateur religieux juif itinérant, transmettant la Torah par le moyen de paraboles et souvent aussi le chant.

## Maggidim notables
- Maggid de Mezeritch (1704-1772)
- Maggid de Kozhnitz (1737-1814)
- Jacob ben Wolf Kranz (Dubner Maggid) (1741-1804)